# Cerfontaine, Nord
Cerfontaine är en kommun i departementet Nord i regionen Hauts-de-France i norra Frankrike. Kommunen ligger i kantonen Maubeuge-Sud som tillhör arrondissementet Avesnes-sur-Helpe. År 2022 hade Cerfontaine 667 invånare.

## Befolkningsutveckling
Antalet invånare i kommunen Cerfontaine
| Referens: INSEE |